# Jean-Luc Dogon
Jean-Luc Dogon (Valognes, 13 ottobre 1967) è un ex calciatore francese, di ruolo difensore.

## Palmarès

### Club

#### Competizioni nazionali
- Campionato francese di seconda divisione: 1

Bordeaux: 1991-1992
- Coppa di Lega francese: 2

Laval: 1984
Strasburgo: 1996-1997

#### Competizioni internazionali
- Coppa Intertoto UEFA: 1

Bordeaux: 1995

### Nazionale
- Campionato d'Europa Under-21: 1

Francia: 1988